# 京都计算机学院
京都计算机学院（日语假名：きょうとコンピュータがくいん、英称：Kyoto Computer Gakuin 简称：KCG）是一所位于京都府京都市的私立专修学校。由京都计算机学园教育法人所有。

## 学校概述

### 简介
京都计算机学院是1963年由京都大学大学院宇宙物理学研究小组创立的日本第一所计算机教育机构。学校正式成立于1969年并开设了全日制课程。迄今为止，它已培养了约5万名信息处理工程师和众多IT企业家。KCG集团学校包括日本第一所信息技术领域专业研究生院京都情报大学院大学、京都历史最悠久、传统最悠久的京都汽车专门学校、京都留学生日语培训中心等。此外，京都计算机学院KCG博物馆（第一个分布式计算机博物馆 （页面存档备份，存于））位于校园内，学校过去使用的计算机设备作为历史财产存放和管理。学校的另一个特点是，许多教职员工曾在京都大学等著名大学任教。

### 办学理念
- 重视计算机技术的学术知识，不忽视理论进行全面教育
- 应对计算机技术发展的教育 - 培养计算机技术方面的创新能力
- 培养信息化社会的多角度思考力
- 培养出色的知性和感性的人格[1]

### 教育和研究
目前，洛北学校、鸭川学校、京都站前学校三所学校设有19个学部。
四年制课程是经文部科学省认证的专业实践课程，并被授权授予高级专家称号。优秀的研究作品将在 KCG AWARDS - 学生作品展示会上展示。

## 历史

### 年表
- 1963年（昭和38年）：由长谷川靖子创立前身“FORTRAN 研究会”。FORTRAN 研究会是京都大学理学部(大部分是宇宙物理)研究生院出身者面向研究员的讲习会。
- 1966年（昭和41年）：改名为“京都软件研究会”。
- 1968年（昭和43年）：改称「京都软体研究会附属京都电子计算机学院」。
- 1969年（昭和44年）：更名为「京都计算机学院」 ，设置以日本第一批高中毕业生为对象的全日制情报处理技术专门教育课程。作为创立者长谷川繁雄就任首任学院院长。
- 1986年（昭和61年）：长谷川繁雄初代学院长永眠。长谷川靖子(现职)就任第二代学院长。
- 1993年（平成5年）：与罗彻斯特工科大学开始学术文化交流。
- 1996年（平成8年）：与罗彻斯特工科大学、天津外国语大学结为姊妹校。
- 1997年（平成9年）：与西安外国语大学结成教育合作。
- 1998年（平成10年）：与首都师范大学结成教育提携。
- 1999年（平成11年）：与天津科技大学开设日中合办学科。
- 2000年：于美国世界贸易中心大楼开设纽约办事处。
- 2000年（平成12年）：与上墅私立高级中学建立姊妹校。
- 2001年（平成13年）: 因911事件恐怖袭击，美国世界贸易中心大楼倒塌，纽约办公室全毁。
- 2002年（平成14年）：与北京第二外国语学院结成教育伙伴关系。
- 2002年-在中国国家图书馆开设北京办公室。
- 2003年（平成15年）：与大连外国语大学、蒙古商务大学结成教育联盟。
- 2004年（平成16年）：设立集团校京都情报大学院大学。
- 2004年：纽约办公室搬迁至洛克菲勒中心大楼。
- 2004年（平成16年）：与高丽大学校情报保护大学院结成教育提携。
- 2004年（平成16年）：京都站前校新馆竣工。开设“汽车控制学科”。
- 2005年（平成17年）：与韩国电子通信研究院签订事业交流协议。
- 2005年（平成17年）：与俄斯特拉发工科大学缔结友好合作。
- 2005年（平成17年）：文部科学省告示，情报工学科认可为高度专门士的称号付与学科。
- 2006年（平成18年）：学院长长谷川靖子获得了财团法人日本合作协会(ITU)的“国际协力特别奖”。[4]
- 2007年（平成19年）：与南京工业大学、北京商贸学校、长春大学光华学院签订协力协定。
- 2007年（平成19年）：与国立济州大学校签订合作协定。
- 2008年（平成20年）：与洛阳综合高等学校、京都圣卡塔利娜高等学校缔结学校连携事业协定
- 2009年（平成21年）：京都计算机学院 KCG 资料馆被认定为分散的计算机博物馆第一号。
- 2009年（平成21年）：京都计算机学院所藏的信息处理 TOSBAC -3400、信息处理 OKITAC 系统被一般社团法人信息处理学会认定为信息处理技术遗产。[5]
- 2009年（平成21年）：克拉克纪念国际高等学校京都校区、筑波开成高等学校京都校与学校连携事业协定缔结。
- 2011年（平成23年）：京都计算机学院所收藏的情报处理技术 NEAC 被一般社团法人情报处理学会认定为情报处理技术遗产。[6]
- 2012年（平成24年）：京都计算机学院收藏的编程 NEAC 100被一般社团法人情报处理学会认定为情报处理技术遗产。[7]
- 2012年（平成24年）：缔结彦根综合高等学校连携事业协定。
- 2012年（平成24年）：引入单位制。
- 2013年（平成25年）：在国立京都国际会馆举行创立50周年纪念典礼及庆祝会。
- 2013年（平成25年）：京都计算机学院所藏的情报处理 MZ 被一般社团法人情报处理学会认定为情报处理技术遗产。[8]
- 2013年（平成25年）：京都自动车专门学校加入小型 KCG。
- 2013年（平成25年）：京都漫画、动画学会设立。
- 2014年（平成26年）：情报处理科新设 IT 声优课程。
- 2015年（平成27年）：与古野电气株式会社签订产学连携协定。
- 2015年-京都计算机学院所藏的 digital equipment corporation (dec) pdp8/i 被一般社团法人情报处理学会认定为情报处理技术遗产。[9]
- 2015年（平成27年）：京都计算机学院所收藏的夏普株式会社 MZ 80k 与日本电气株式会社(简称“NEC”)的 pc-8001被国立科学博物馆认定为未来技术遗产。[10]
- 2016年（平成28年）：漫画、动画学科、应用情报学科设置。
- 2016年（平成28年）：京都计算机学院所藏的东京芝浦电气株式会社(现株式会社东芝) TOSBAC 1100d 被一般社团法人情报处理学会认定为情报处理技术遗产。[11]

## 基本信息

### 地点
- 洛北学校 - 京都府京都市左京区下鸭本町17
- 鸭川学校 - 京都府京都市左京区田中下柳町 11
- 京都站前学校 - 京都府京都市南区西九条寺前町10-5

### 象征
- 学校颜色：与京都大学的校色类似，深蓝色，称为KCG Blue 。它于1998年被选定，因为所有创始成员都是京都大学的研究生和校友。 [12]
- 域名：自2003年以来，kcg.edu一直被用作该团体的标志。该名称源自KCG集团于1995年收购的域名。美国以外的教育机构获得.edu 域名的情况极为罕见，日本是唯一的一个。该域名目前由集团学校京都信息学院大学院使用。

## 知名人物
- 宫本正太郎：1976-1992学院名誉院长[13]

## 设施

### 校舍
- 鸭川学校
  - 设立院系：艺术设计系
  - 交通：京阪大本线出町柳站或京都市巴士出町柳站下车，向南步行1分钟。
- 洛北学校
  - 设立部门：工程部
  - 交通：从京都市营地铁北大路站向东步行15分钟，或乘坐京都市营巴士在洛北高中巴士站下车即到。
- 京都站学校
  - 院系： 商科、计算机科学、数字游戏研究、信息通信系
  - 交通：从京都站八条西口向西步行7分钟。

- 大宫宿舍
  - 京都市北区大宫上木岛町74-1

## 对外关系

### 姐妹学校
- 罗切斯特理工学院
- 天津科技大学
- 天津外国语学院
- 西安外国语学院
- 首都师范大学
- 东方财经日本大学
- 北京第二外国语学院
- 大连外国语大学
- 私立上庄高级初中
- 蒙古商业大学
- 高丽大学信息保护研究生院
- 俄斯特拉发科技大学

### KCG集团
- 京都情报大学院大学
- 京都汽车专门学校
- 京都日语研修中心

### 办事处
- KCG纽约办事处
- KCG北京办事处（中国国家图书馆内）
- KCG大连办事处
- KCG上海办事处
- KCG越南河内办事处

### 附属机构
- KCG职业有限公司

## 与社会的关系

### 国外计算机教育支援活动
自1989年起，KCG已在超过20个国家，包括泰国、加纳、波兰、肯尼亚和津巴布韦等，实施了计算机捐赠、派遣讲师和为当地教师提供技术培训等活动。对于这些活动，2006年，KCG的院长长谷川靖子获得了日本ITU协会颁发的“国际合作特别奖”。
应独立行政法人国际协力机构的要求，开展针对非洲、亚洲和南美洲发展中国家的政府官员和教育工作者提供技术培训，以及对IT教育课程设计和学科教学方法的支持等活动。

## 相关项目
- 2006年，由国际电信联盟(ITU)的下属组织财团法人日本 ITU 协会授予学院长“国际协力特别奖”[14]